# 2015 في الكويت
فيما يلي قوائم الأحداث التي وقعت في الكويت خلال عام 2015.

## المناصب
- أمير الدولة : صباح الأحمد الجابر الصباح
- ولي العهد: نواف الأحمد الجابر الصباح
- رئيس الوزراء : جابر المبارك الصباح

## أحداث
- 26 يونيو - تفجير إرهابي استهدف مسجد الإمام الصادق خلّف 27 قتيلًا و227 مصابًا.[1]

## وفيات
- أحمد الصالح - ممثل
- سعود الورع - إعلامي
- عبد الحميد الرفاعي - ممثل
- جاسم الخرافي - سياسي
- محمد باقر المهري - رجل دين
- عبد الأمير التركي - كاتب
- نبيل الفضل - سياسي وصحفي
- بدر القناعي - طيار وصحفي